# لويس كابوت
لويس كابوت (بالفرنسية: Louis Caput)‏ ولد بتاريخ 23 يناير ?192 في سان مور ديه فوسيه، فرنسا، وتوفي في 8 فبراير 1985 في باريس، كان دراج فرنسي في صنف سباق الدراجات على الطريق.

## سجل النتائج

### سباقات أو مراحل فاز بها
- طواف فرنسا

## وصلات خارجية
- الموقع الرسمي

## روابط خارجية
- لويس كابوت على موقع أرشيف الدراجات (الإنجليزية)
- لويس كابوت على موقع إحصائيات الدراجات الإحترافية (الإنجليزية)
- لويس كابوت على موقع CycleBase (الإنجليزية)